# Преждевременные роды
Преждевременные роды — роды, наступающие при сроке от 22 до 37 полных недель (154—259 дней беременности, начиная с первого дня последней менструации). Около 70 % неонатальных смертей связаны с преждевременными родами. Выживание плода стало возможно с учётом развития медицины — реанимационной службы. Преждевременные роды делятся на угрожающие, начинающиеся и начавшиеся. Последние являются необратимым процессом.

## Определение
Преждевременными считаются роды, наступившие на сроке от 22 до 37 недель (259 дней), начиная с первого дня последней менструации при нормальном цикле с массой тела плода от 500 до 2500 грамм .

### Региональные особенности
По приказу Министерства здравоохранения РФ № 318 от 1992 года преждевременными родами считались роды, которые происходили на сроке от 28 до 37 недель беременности (196—259 дней беременности, начиная с первого дня последней менструации). До 2012 года в России новорождённых регистрировали лишь с 28 недель, а родившихся в сроках с 22 до 28 — лишь в возрасте 7 суток.

## Классификация

### По течению беременности

#### Спонтанные (70—80 % от всей беременности)
- С регулярной родовой деятельностью при целом плодном пузыре — 40—50 %[4].
- Без регулярной родовой активности при излитии околоплодных вод — 20—30 %[4].

#### Спровоцированные искусственно по медицинским показаниям (20—30 % от всей беременности)
- По показаниям со стороны матери: тяжёлые экстрагенитальные заболевания с декомпенсацией, угрожающие жизни женщины[6][7].
- По показаниям со стороны плода: внутриутробная гибель, прогрессирующее ухудшение состояния, неизлечимые и несовместимые с жизнью пороки развития[6][7].

### По срокам беременности
- 22—28 недель. 5 % всех преждевременных родов. Глубокая недоношенность с экстремально низкой массой тела до 1000 г. Крайне неблагоприятный прогноз.
- 28—30 недель и 6 дней. 15 % всех ПР. Тяжёлая недоношенность с массой тела до 1500 г. При помощи введения глюкокортикоидов удается ускорить созревание лёгких плода. Прогноз более благоприятный, чем в первой группе.
- 31—33 недели и 6 дней. 20 % всех ПР. Недоношенность средней степени тяжести.
- 34—36 недель и 6 дней. Почти доношенные дети со зрелыми легкими. Не требуют введения глюкокортикоидов, низкий уровень инфекционных осложнений.

## Эпидемиология
По состоянию на 2020 год, частота преждевременных родов составляла 4—16 %, в зависимости от страны. Несмотря на развитие медицины, она остаётся стабильной. 60—70 % недоношенных детей погибают в первые дни жизни. Мёртвыми рождаются в 8—13 раз чаще, чем при доношенных родах. А 50 % недоношенных детей страдает тяжёлыми неврологическими заболеваниями, в том числе и детским церебральным параличом, тяжёлыми нарушениями зрения и слуха (вплоть до рождения слепоглухих детей) и тяжёлыми хроническими заболеваниями дыхательной системы.

## Этиология
Не существует единой теории развития преждевременных родов. Из-за большого количества факторов риска невозможно точно выявить причину, в связи с чем прогнозирование преждевременных родов затруднено. Все факторы риска можно выделить в две большие группы:

### Материнские факторы
- Одна и более предыдущих беременностей окончились преждевременно[6].
- Аборты и диагностические выскабливания полости матки[9].
- Ампутация или другие операции на шейке матки.

### Факторы, обусловленные текущей беременностью
- Низкий социально-экономический статус матери и связанные с этим недоедание, недостаточное потребление витаминов и микроэлементов[10]
- Злоупотребление алкоголем, никотином[11] и другими психоактивными веществами.
- Возраст младше 18 и старше 35 лет[12].
- Хронические стрессовые ситуации[13].
- Преждевременный разрыв плодного пузыря.
- Многоводие или маловодие.
- Тяжёлые системные заболевания и ухудшение их течения на фоне беременности.
- Инфекции (внутриутробные, системные, а также половых органов)[14][11].
  - Бактериальный вагиноз[15][11].
- Предлежание плаценты и преждевременная отслойка нормально расположенной плаценты.
- Маточные кровотечения[16].
- Травмы
- Операции на органах брюшной полости и предраковые состояния шейки матки.

## Патогенез
Наиболее распространены две теории механизма развития преждевременных родов.
- Уровень прогестерона снижается, а эстрогена — повышается, в результате чего увеличивается выработка окситоцина, который и стимулирует маточные сокращения.
- Децидуальная активация[17] — изучена мало и не доказана.

Но в подавляющем большинстве случаев не удается с точностью установить механизм развития преждевременных родов. В современном акушерстве принято считать, что они являются результатом воздействия сразу нескольких факторов, а не одного, и в каждом случае в зависимости от сочетания факторов и их количества механизмы развития преждевременных родов будут различаться.

## Диагностика преждевременных родов
Из-за сочетания большого количества провоцирующих факторов и отсутствия каких-либо специфических симптомов прогнозирование преждевременных родов затруднено. Единственные методы исследования, которые могут уточнить диагноз преждевременных родов — это определение фибронектина во влагалищном отделяемом, которого в норме быть не должно (только перед родами) и трансвагинальное ультразвуковое исследование с определением длины шейки матки. В странах, где фибронектиновый тест недоступен, альтернативным диагностическим критерием является изменение длины шейки матки. При длине цервикального канала более 3 см, риск развития преждевременных родов в ближайшую неделю составляет всего 1 %. А длина 2,5 см и менее увеличивает риск развития преждевременных родов в 6 раз.
Также для прогнозирования преждевременных родов используется тест на зрелость шейки матки Actim-Partus. Его отрицательный результат свидетельствует о низком риске развития преждевременных родов в ближайшие 7 дней. Точность теста составляет 94 %.

### Дифференциальный диагноз
Не существует специфической клиники, характерной для преждевременных родов, а большинство женщин, поступивших в стационар предъявляют жалобы на более или менее интенсивные боли внизу живота и пояснице, а также на тонус матки. Но 62 % беременных, обратившихся в стационар по поводу аналогичных симптомов, не имеют никакого отношения к состояниям угрожающим беременности, и это является проявлением сопутствующих заболеваний. Поэтому в первую очередь необходимо исключить кишечную патологию, заболевания мочевыделительной системы, преждевременную отслойку нормально расположенной плаценты, некроз узла миомы матки и несостоятельность рубца на матке.

## Алгоритм ведения преждевременных родов
Тактика ведения преждевременных родов прежде всего зависит от срока беременности и наличия преждевременного излития околоплодных вод. Включает в себя следующие этапы.
- Прогнозирование наступления преждевременных родов.
- Профилактика респираторного дистресс синдрома (ускорение созревания лёгких при помощи глюкокортикоидов).
- Пролонгирование (сохранение) беременности для перевода в стационар более высокого уровня для подготовки к рождению недоношенного ребёнка.
- Профилактика инфекционных осложнений, особенно при наличии преждевременного излития околоплодных вод.

## Профилактика РДС
Преждевременные роды на ранних сроках (до 34 недель) сопровождаются развитием респираторного дистресс-синдрома, то есть рождением ребёнка с незрелыми лёгкими — дышать самостоятельно он не может, так как альвеолы спадаются и не выполняют своей основной функции, поэтому внутриутробно ускоряют созревание лёгочной ткани при помощи гормонов (кортикостероидов). Терапия проводится в течение двух дней, и этого достаточно не только для профилактики РДС, но и для снижения частоты развития внутрижелудочковых кровоизлияний, и для снижения показателей перинатальной смертности в целом.
Назначаются кортикостероиды при дородовом излитии околоплодных вод, клинических проявлениях развития преждевременных родов и при подготовке к досрочному родоразрешению у женщин с тяжелыми системными заболеваниями, течение которых ухудшилось на фоне беременности.
Противопоказана гормональная терапия при выраженных клинических симптомах инфекционного процесса и беременности сроком более 34 недель.

## Пролонгирование беременности
Пролонгирование или увеличение продолжительности срока беременности нужно прежде всего для того, чтобы выиграть время для профилактики респираторного дистресс-синдрома плода.
Проводится несколькими группами препаратов, относящихся к токолитикам — препараты, угнетающие сократительную активность матки.
Проводится профилактический токолиз, то есть до появления первых признаков сократительной активности, так как лечебный (уже на фоне сокращений) часто оказывается неэффективным. Проводится не более 48 часов, так как более длительное применение неэффективно.
Противопоказаниями к введению токолитиков являются:
- Хорионамниотит
- Кровотечение и отслойка плаценты
- Тяжёлые декомпенсированные заболевания матери
- Состояния, при которых сохранение беременности не имеет смысла: внутриутробная гибель плода и врождённые пороки не совместимые с жизнью.

## Профилактика инфекционных осложнений
При угрозе преждевременных родов, особенно на фоне дородового излития околоплодных вод, антибиотикотерапия должна быть начата не позднее 4 часов после поступления женщины в стационар.

## Методы родоразрешения
Метод родоразрешения зависит от срока беременности, состояния матери и плода, положения и предлежания плода и является индивидуальным в каждом конкретном случае.
Преждевременные роды не являются показанием к кесареву сечению, но при сроке беременности до 32 недель, этот метод всё же более предпочтителен, так как улучшает адаптацию ребёнка после рождения.

## Связь преждевременных родов и преждевременного излития околоплодных вод
Преждевременный разрыв плодных оболочек (ПРПО) сопровождает практически каждые третьи преждевременные роды, и как следствие является причиной значительной части неонатальных заболеваний и смертей. Три основные причины неонатальной смертности, связанные с преждевременным разрывом плодных оболочек при недоношенной беременности это недоношенность, сепсис и гипоплазия (недоразвитие) легких.
Детская смертность от сепсиса в первые дни жизни в 4 раза выше, чем при преждевременных родах, не осложнённых преждевременным разрывом плодных оболочек. Для матери это состояние грозит в 13—60 % случаев развитием хорионамнионита.
Диагностика преждевременного разрыва плодных оболочек также как и диагностика преждевременных родов осложнена отсутствием распространённых и достоверных методов диагностики, а также стёртостью клинических симптомов при высоких боковых разрывах, которые стираются уже через час после разрыва. И при выставлении диагноза полагаться приходится только на слова самой беременной.

### Клинические проявления ПРПО
- Увеличение количества выделений и изменение их характера — они становятся жидкими и водянистыми.
- Изменение количества выделений при смене положения тела.
- Помимо выделений, могут появиться тянущие или схваткообразные боли внизу живота и/или кровянистые выделения.

Особую настороженность следует проявить женщинам с многоплодной беременностью и наличием инфекционных заболеваний половых органов, а также тем женщинам, у которых вышеперечисленные симптомы появились после травмы или падения.
В российской медицине сложилась такая ситуация, что больше внимания уделяется так называемому тонусу матки. При наличии тянущих болей в низу живота и спине или неприятных ощущений, во многих случаях выставляется диагноз угрозы преждевременных родов и женщину интенсивно лечат, сохраняя беременность. Хотя как было сказано выше более половины беременных с аналогичными симптомами, не нуждаются в пролонгировании. И изолированный тонус матки сам по себе не является признаком преждевременных родов. Тогда как действительно реальная опасность преждевременного разрыва плодных оболочек и важность своевременной диагностики часто умаляется, относя усилившиеся выделения к нормальным физиологическим. Или наблюдается иная крайность — каждую беременную, обратившуюся с жалобами на обильные и жидкие выделения, определяют в стационар и назначают комплексное лечение для профилактики инфекционных осложнений и развития ранней родовой деятельности. В результате чего, абсолютно здоровые женщины с нормально протекающей беременностью получают ненужное лечение, подвергая опасности плод, а беременные требующие немедленной госпитализации отправляются домой.

### Диагностика преждевременного излития околоплодных вод
Вот почему так важен адекватный метод диагностики, который смог бы выявить разрыв оболочек даже спустя 12 часов, на что не способны существующие сегодня методы диагностики. Наиболее распространённые и используемые методы, к сожалению, уже через час неинформативны и в большинстве своем недоступны для домашней диагностики, когда женщина сама смогла бы проверить свои подозрения, и в случае разрыва экстренно обратится за медицинской помощью, не растрачивая драгоценные минуты и увеличивая шансы на сохранение беременности и рождение здорового малыша. Или убедившись в абсолютной безопасности не подвергать ребёнка побочному действию, назначенных медикаментов.

#### Биологические маркеры в диагностике ПРПО
Существует точный метод диагностики — «золотой стандарт» в определении преждевременного разрыва плодных оболочек — амниоцентез с индигокармином, но в виду высокой степени его инвазивности, сложности проведения процедуры и высокого риска развития преждевременных родов, он не используется, хотя и даёт 100 % результат.
В ходе многолетних исследований и работ всё же был создан метод, который по своей информативности соответствует амниоцентезу с индигокармином, то есть даёт почти 100 % результат. Но в отличие от первого метода он абсолютно неинвазивен и пригоден даже для самостоятельной диагностики женщиной в домашних условиях.
Метод диагностики основан на выявлении плацентарного α-микроглобуллина-1 (ПАГМ-1), который продуцируется клетками децидуальной оболочки плаценты и в большом количестве находится только в околоплодных водах и не обнаруживается в других жидких средах организма. Созданный тест настолько чувствителен, что реагирует даже на следы белка во влагалище. Он рекомендован Европейской Ассоциацией акушеров и гинекологов, и уже нашёл применение во многих ведущих клиниках страны[какой?].
Но проблема преждевременного разрыва плодных оболочек остаётся открытой, так как неосведомлённость женщин (как и многих акушеров-гинекологов) о наличии патологии, о её последствиях, а самое главное об экспресс-методах диагностики, позволяющих за 5 мин поставить диагноз самостоятельно, удерживают эту высокую цифру — 40 % преждевременных родов и 20 % перинатальных смертей из-за преждевременного излития околоплодных вод.

## Профилактика преждевременных родов

### Первичная профилактика
Первичная профилактика проводится до наступления текущей беременности.
Эффективно ограничение внутриматочных манипуляций (кюретаж, аборты), информирование женщин о высокой степени риска преждевременных родов при искусственном оплодотворении.
Неэффективно назначение поливитаминов до наступления и в первые два месяца беременности.

### Вторичная профилактика
Вторичная профилактика проводится в период беременности
Эффективно внедрение антиникотиновых программ среди беременных.
Неэффективно назначение кальция во время беременности, микроэлементов, витаминов С и Е, обильное питье для восстановления кровоснабжения плаценты.
Спорно введение цервикального пессария и неэффективно наложение швов на короткую шейку всем женщинам, кроме группы высокого риска (многоплодная беременность, истинная ИЦН).
Применение прогестерона для профилактики преждевременных родов
Исследования последних лет показали, что препараты прогестерона могут существенно снизить частоту преждевременных родов у пациенток группы высокого риска. Так, беременным с преждевременными родами в анамнезе показано внутримышечное введение 17-гидроксипрогестерона капроата в дозе 250 мг с 16-20 до 36 недель гестации. Беременным с бессимптомным укорочением шейки матки по данным ультразвукового исследования до 20 мм и менее показано вагинальное применение препаратов прогестерона (200 мг капсулы или 90 мг гель) ежедневно до 36 недель беременности.

## Лечение преждевременных родов
При угрозе преждевременных родов используются токолитические средства, уменьшающие сократительную активность матки. Чаще всего применяются β2-адреномиметики фенотерол (партусистен) и гексопреналин.
Антагонисты окситоциновых рецепторов являются принципиально новым безопасным и эффективным классом токолитических препаратов, они блокируют окситоциновые рецепторы, способствуют снижению тонуса миометрия и уменьшению сократимости матки. Кроме того, препараты этой группы угнетают эффекты вазопрессина путём связывания с его рецепторами. В эту группу входит препарат атозибан.